# Mangora lactea
Mangora lactea là một loài nhện trong họ Araneidae.
Loài này thuộc chi Mangora. Mangora lactea được Cândido Firmino de Mello-Leitão miêu tả năm 1944.